# Ministrowie spraw zagranicznych Polski
Poniższa tabela przedstawia wszystkich ministrów spraw zagranicznych w Polsce od czasu utworzenia rządu polskiego w Królestwie Polskim w roku 1917 do dziś.
| #                                                               | Osoba                        | Od                   | Do                   | #                                                         | Osoba                                                     | Od                                                        | Do                                                        |
| --------------------------------------------------------------- | ---------------------------- | -------------------- | -------------------- | --------------------------------------------------------- | --------------------------------------------------------- | --------------------------------------------------------- | --------------------------------------------------------- |
| Dyrektorzy Departamentu Spraw Politycznych w Królestwie Polskim |                              |                      |                      |                                                           |                                                           |                                                           |                                                           |
|                                                                 | Wojciech Rostworowski        | 7 grudnia 1917       | 27 lutego 1918       |                                                           |                                                           |                                                           |                                                           |
|                                                                 | Władysław Wróblewski         | 27 lutego 1918       | 4 kwietnia 1918      |                                                           |                                                           |                                                           |                                                           |
|                                                                 | Janusz Franciszek Radziwiłł  | 4 kwietnia 1918      | 23 października 1918 |                                                           |                                                           |                                                           |                                                           |
| Ministrowie Spraw Zewnętrznych w Królestwie Polskim             |                              |                      |                      |                                                           |                                                           |                                                           |                                                           |
| 1                                                               | Stanisław Głąbiński          | 23 października 1918 | 4 listopada 1918     |                                                           |                                                           |                                                           |                                                           |
| –                                                               | Władysław Wróblewski         | 4 listopada 1918     | 15 listopada 1918    |                                                           |                                                           |                                                           |                                                           |
| Ministrowie w II Rzeczypospolitej Polskiej                      |                              |                      |                      |                                                           |                                                           |                                                           |                                                           |
| –                                                               | Tytus Filipowicz             | 16 listopada 1918    | 17 listopada 1918    |                                                           |                                                           |                                                           |                                                           |
| 2                                                               | Leon Wasilewski              | 18 listopada 1918    | 16 stycznia 1919     |                                                           |                                                           |                                                           |                                                           |
| 3                                                               | Ignacy Jan Paderewski        | 16 stycznia 1919     | 9 grudnia 1919       |                                                           |                                                           |                                                           |                                                           |
| –                                                               | Władysław Wróblewski         | 13 grudnia 1919      | 16 grudnia 1919      |                                                           |                                                           |                                                           |                                                           |
| 4                                                               | Stanisław Patek              | 16 grudnia 1919      | 9 czerwca 1920       |                                                           |                                                           |                                                           |                                                           |
| 5                                                               | Eustachy Sapieha             | 23 czerwca 1920      | 20 maja 1921         |                                                           |                                                           |                                                           |                                                           |
| 6                                                               | Jan Dąbski                   | 24 maja 1921         | 11 czerwca 1921      |                                                           |                                                           |                                                           |                                                           |
| 7                                                               | Konstanty Skirmunt           | 11 czerwca 1921      | 6 czerwca 1922       |                                                           |                                                           |                                                           |                                                           |
| 8                                                               | Gabriel Narutowicz           | 28 czerwca 1922      | 14 grudnia 1922      |                                                           |                                                           |                                                           |                                                           |
| 9                                                               | Aleksander Skrzyński         | 16 grudnia 1922      | 26 maja 1923         |                                                           |                                                           |                                                           |                                                           |
| 10                                                              | Marian Seyda                 | 28 maja 1923         | 27 października 1923 |                                                           |                                                           |                                                           |                                                           |
| 11                                                              | Roman Dmowski                | 27 października 1923 | 14 grudnia 1923      |                                                           |                                                           |                                                           |                                                           |
| –                                                               | Karol Bertoni                | 19 grudnia 1923      | 19 stycznia 1924     |                                                           |                                                           |                                                           |                                                           |
| 12                                                              | Maurycy Zamoyski             | 19 stycznia 1924     | 27 lipca 1924        |                                                           |                                                           |                                                           |                                                           |
| 13                                                              | Aleksander Skrzyński         | 27 lipca 1924        | 5 maja 1926          |                                                           |                                                           |                                                           |                                                           |
| 14                                                              | Kajetan Dzierżykraj-Morawski | 10 maja 1926         | 15 maja 1926         |                                                           |                                                           |                                                           |                                                           |
| –                                                               | August Zaleski               | 15 maja 1926         | 25 czerwca 1926      |                                                           |                                                           |                                                           |                                                           |
| 15                                                              | August Zaleski               | 25 czerwca 1926      | 2 listopada 1932     |                                                           |                                                           |                                                           |                                                           |
| 16                                                              | Józef Beck                   | 2 listopada 1932     | 30 września 1939     |                                                           |                                                           |                                                           |                                                           |
| Ministrowie Rządu RP na uchodźstwie                             |                              |                      |                      |                                                           |                                                           |                                                           |                                                           |
| 17                                                              | August Zaleski               | 30 września 1939     | 25 lipca 1941        |                                                           |                                                           |                                                           |                                                           |
| –                                                               | Edward Bernard Raczyński     | 22 sierpnia 1941     | czerwiec 1942        |                                                           |                                                           |                                                           |                                                           |
| 18                                                              | Edward Bernard Raczyński     | czerwiec 1942        | 14 lipca 1943        | Ministrowie w Rzeczypospolitej Polskiej (tzw. Lubelskiej) | Ministrowie w Rzeczypospolitej Polskiej (tzw. Lubelskiej) | Ministrowie w Rzeczypospolitej Polskiej (tzw. Lubelskiej) | Ministrowie w Rzeczypospolitej Polskiej (tzw. Lubelskiej) |
| 19                                                              | Tadeusz Romer                | 14 lipca 1943        | 24 listopada 1944    | –                                                         | Edward Osóbka-Morawski                                    | 21 lipca 1944                                             | 2 maja 1945                                               |
| 20                                                              | Adam Tarnowski               | 29 listopada 1944    | 10 lutego 1949       | 21                                                        | Wincenty Rzymowski                                        | 2 maja 1945                                               | 5 lutego 1947                                             |
| –                                                               | Mieczysław Sokołowski        | 7 kwietnia 1949      | 8 grudnia 1953       | 22                                                        | Zygmunt Modzelewski                                       | 6 lutego 1947                                             | 20 marca 1951                                             |
| –                                                               | Aleksander Zawisza           | 8 sierpnia 1955      | 11 września 1955     | 23                                                        | Stanisław Skrzeszewski                                    | 20 marca 1951                                             | 21 lipca 1952                                             |
| –                                                               | Aleksander Zawisza           | 12 września 1955     | 11 czerwca 1970      | Ministrowie w Polskiej Rzeczypospolitej Ludowej           | Ministrowie w Polskiej Rzeczypospolitej Ludowej           | Ministrowie w Polskiej Rzeczypospolitej Ludowej           | Ministrowie w Polskiej Rzeczypospolitej Ludowej           |
| –                                                               | Jerzy Gawenda                | 20 lipca 1970        | 14 lipca 1972        | 24                                                        | Stanisław Skrzeszewski                                    | 22 lipca 1952                                             | 27 kwietnia 1956                                          |
| –                                                               | Jan Starzewski               | 18 lipca 1972        | 25 stycznia 1973     | 25                                                        | Adam Rapacki                                              | 27 kwietnia 1956                                          | 22 grudnia 1968                                           |
| –                                                               | Jerzy Gawenda                | styczeń 1973         | grudzień 1973        | 26                                                        | Stefan Jędrychowski                                       | 22 grudnia 1968                                           | 22 grudnia 1971                                           |
| –                                                               | Bronisław Hełczyński         | 29 stycznia 1974     | 5 sierpnia 1976      | 27                                                        | Stefan Olszowski                                          | 22 grudnia 1971                                           | 2 grudnia 1976                                            |
| –                                                               | Zygmunt Zawadowski           | 5 sierpnia 1976      | 1 września 1978      | 28                                                        | Emil Wojtaszek                                            | 2 grudnia 1976                                            | 24 sierpnia 1980                                          |
| –                                                               | Kazimierz Sabbat             | 20 czerwca 1979      | 7 kwietnia 1986      | 29                                                        | Józef Czyrek                                              | 24 sierpnia 1980                                          | 21 lipca 1982                                             |
| –                                                               | Zygmunt Szkopiak             | 1986                 | 20 grudnia 1990      | 30                                                        | Stefan Olszowski                                          | 21 lipca 1982                                             | 12 listopada 1985                                         |
|                                                                 |                              |                      |                      | 31                                                        | Marian Orzechowski                                        | 12 listopada 1985                                         | 17 czerwca 1988                                           |
| 32                                                              | Tadeusz Olechowski           | 17 czerwca 1988      | 1 sierpnia 1989      |                                                           |                                                           |                                                           |                                                           |
| 33                                                              | Krzysztof Skubiszewski       | 12 września 1989     | 31 grudnia 1989      |                                                           |                                                           |                                                           |                                                           |

## III Rzeczpospolita(od 1989)

### Ministrowie Spraw Zagranicznych Rzeczypospolitej Polskiej

Godło Polski

| Lp.   | Zdjęcie                              | Imię i nazwisko (partia polityczna)                                           | Objęcie urzędu       | Złożenie urzędu      | Długość urzędowania | Rząd                               |
| ----- | ------------------------------------ | ----------------------------------------------------------------------------- | -------------------- | -------------------- | ------------------- | ---------------------------------- |
| 1.    |                                      | Krzysztof Skubiszewski (bezpartyjny, powiązany z Solidarnością) (1926–2010)   | 12 września 1989     | 26 października 1993 | 1505 dni            | Rząd Tadeusza Mazowieckiego        |
| 1.    | Rząd Jana Krzysztofa Bieleckiego     | Krzysztof Skubiszewski (bezpartyjny, powiązany z Solidarnością) (1926–2010)   | 12 września 1989     | 26 października 1993 | 1505 dni            |                                    |
| 1.    | Rząd Jana Olszewskiego               | Krzysztof Skubiszewski (bezpartyjny, powiązany z Solidarnością) (1926–2010)   | 12 września 1989     | 26 października 1993 | 1505 dni            |                                    |
| 1.    | Rząd Hanny Suchockiej                | Krzysztof Skubiszewski (bezpartyjny, powiązany z Solidarnością) (1926–2010)   | 12 września 1989     | 26 października 1993 | 1505 dni            |                                    |
| 2.    |                                      | Andrzej Olechowski (BBWR) (ur. 1947)                                          | 26 października 1993 | 6 marca 1995         | 496 dni             | Rząd Waldemara Pawlaka             |
| 3.    |                                      | Władysław Bartoszewski (bezpartyjny, powiązany z Solidarnością) (1922–2015)   | 7 marca 1995         | 22 grudnia 1995      | 290 dni             | Rząd Józefa Oleksego               |
| 4.    |                                      | Dariusz Rosati (bezpartyjny, powiązany z SDRP) (ur. 1946)                     | 29 grudnia 1995      | 31 października 1997 | 672 dni             | Rząd Józefa Oleksego               |
| 4.    | Rząd Włodzimierza Cimoszewicza       | Dariusz Rosati (bezpartyjny, powiązany z SDRP) (ur. 1946)                     | 29 grudnia 1995      | 31 października 1997 | 672 dni             |                                    |
| 5.    |                                      | Bronisław Geremek (UW) (1932–2008)                                            | 31 października 1997 | 30 czerwca 2000      | 973 dni             | Rząd Jerzego Buzka                 |
| (3.)  |                                      | Władysław Bartoszewski (bezpartyjny, powiązany z koalicją AWS-UW) (1922–2015) | 30 czerwca 2000      | 19 października 2001 | 476 dni             | Rząd Jerzego Buzka                 |
| 6.    |                                      | Włodzimierz Cimoszewicz (SLD) (ur. 1950)                                      | 19 października 2001 | 5 stycznia 2005      | 1174 dni            | Rząd Leszka Millera                |
| 6.    | Pierwszy rząd Marka Belki            | Włodzimierz Cimoszewicz (SLD) (ur. 1950)                                      | 19 października 2001 | 5 stycznia 2005      | 1174 dni            |                                    |
| 6.    | Drugi rząd Marka Belki               | Włodzimierz Cimoszewicz (SLD) (ur. 1950)                                      | 19 października 2001 | 5 stycznia 2005      | 1174 dni            |                                    |
| 7.    |                                      | Adam Rotfeld (bezpartyjny, powiązany z SLD) (ur. 1938)                        | 5 stycznia 2005      | 31 października 2005 | 299 dni             |                                    |
| 8.    |                                      | Stefan Meller (bezpartyjny, powiązany z PIS) (1942–2008)                      | 31 października 2005 | 9 maja 2006          | 190 dni             | Rząd Kazimierza Marcinkiewicza     |
| 9.    |                                      | Anna Fotyga (PiS) (ur. 1957)                                                  | 9 maja 2006          | 7 września 2007      | 486 dni             | Rząd Kazimierza Marcinkiewicza     |
| 9.    | Rząd Jarosława Kaczyńskiego          | Anna Fotyga (PiS) (ur. 1957)                                                  | 9 maja 2006          | 7 września 2007      | 486 dni             |                                    |
| 9.    | 7 września 2007                      | Anna Fotyga (PiS) (ur. 1957)                                                  | 16 listopada 2007    | 70 dni               |                     |                                    |
| 10.   |                                      | Radosław Sikorski (PO) (ur. 1963)                                             | 16 listopada 2007    | 22 września 2014     | 2502 dni            | Pierwszy rząd Donalda Tuska        |
| 10.   | Drugi rząd Donalda Tuska             | Radosław Sikorski (PO) (ur. 1963)                                             | 16 listopada 2007    | 22 września 2014     | 2502 dni            |                                    |
| 11.   |                                      | Grzegorz Schetyna (PO) (ur. 1963)                                             | 22 września 2014     | 16 listopada 2015    | 420 dni             | Rząd Ewy Kopacz                    |
| 12.   |                                      | Witold Waszczykowski (PiS) (ur. 1957)                                         | 16 listopada 2015    | 9 stycznia 2018      | 785 dni             | Rząd Beaty Szydło                  |
| 12.   | Pierwszy rząd Mateusza Morawieckiego | Witold Waszczykowski (PiS) (ur. 1957)                                         | 16 listopada 2015    | 9 stycznia 2018      | 785 dni             |                                    |
| 13.   |                                      | Jacek Czaputowicz (bezpartyjny, powiązany z PIS) (ur. 1956)                   | 9 stycznia 2018      | 26 sierpnia 2020     | 960 dni             |                                    |
| 13.   | Drugi rząd Mateusza Morawieckiego    | Jacek Czaputowicz (bezpartyjny, powiązany z PIS) (ur. 1956)                   | 9 stycznia 2018      | 26 sierpnia 2020     | 960 dni             |                                    |
| 14.   |                                      | Zbigniew Rau (PiS) (ur. 1955)                                                 | 26 sierpnia 2020     | 27 listopada 2023    | 1188 dni            |                                    |
| 15.   |                                      | Szymon Szynkowski vel Sęk (PiS) (ur. 1982)                                    | 27 listopada 2023    | 13 grudnia 2023      | 16 dni              | Trzeci rząd Mateusza Morawieckiego |
| (10.) |                                      | Radosław Sikorski (PO) (ur. 1963)                                             | 13 grudnia 2023      | nadal                | 565 dni             | Trzeci rząd Donalda Tuska          |